# PGC 90522
LEDA/PGC 90522 ist eine Spiralgalaxie vom Hubble-Typ Sc im Sternbild Fische auf der Ekliptik. Sie ist schätzungsweise 749 Millionen Lichtjahre von der Milchstraße und hat einen Durchmesser von etwa 160.000 Lichtjahren.
Im selben Himmelsareal befinden sich unter anderem die Galaxien PGC 3974, PGC 4058, PGC 4196, PGC 1521206.